# Такигавский инцидент

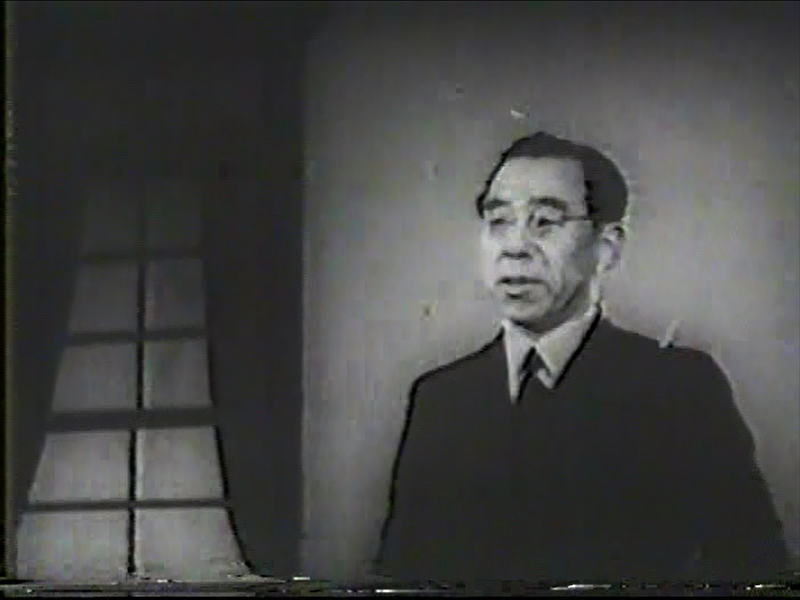
Юкитоки Такигава (из фильма «Японская трагедия»)

Инцидент в  Киотском университете (яп. 京大事件 Kyōdai Jiken) или  Такигавский инцидент (яп. 滝川事件 Takigawa Jiken), начался в октябре 1932 года, когда профессор юридического факультета Императорского университета Киото Такигава Юкитоки прочитал лекцию о необходимости того, чтобы судебная система понимала социальные корни девиации при рассмотрении лиц, находящихся перед ними. Критический момент наступил в мае 1933 года, когда бывший тогда министр образования Хатояма Итиро объявил, что теория уголовного права доктора Такигавы защищает марксистскую философию и отстранил его от преподавания. Оставшиеся члены юридического факультета в знак протеста подали в отставку,  студенты бойкотировали занятия, а сочувствующие коммунистам организовали протестное движение. Министерство образования подавило движение, уволив Такигаву.